# 黃圻
黃圻（1460年—？年），字朝寰，福建漳州府龍溪縣人，民籍，治《易經》，明朝政治人物。

## 生平
成化二十二年（1486年）丙午科福建鄉試第三十六名舉人。弘治九年（1496年）中式丙辰科會試第二百七十一名，三甲第八十九名進士。

## 家族
曾祖黃顯章；祖父黃大年；父黃亮，母氏；繼母蔡氏。